# Niaqornat
Niaqornat [niɑˈqɔnːat] (nach alter Rechtschreibung Niaĸornat) ist eine grönländische Siedlung im Distrikt Uummannaq in der Avannaata Kommunia.

## Lage
Niaqornat liegt an der Nordseite der Halbinsel Nuussuaq am Uummannap Kangerlua. Der Ort hat im Westen Zugang zum Meer, während im Osten ein durch einen schmalen Strand abgegrenzter See liegt. Nördlich des Ortes befindet sich ein felsiges Kap. Im Süden grenzt unmittelbar das bis über 1000 m hohe Gebirge der Halbinsel an. Bis zum nächsten bewohnten Ort, Qaarsut, sind es von Niaqornat aus 38 km Richtung Südosten.

## Geschichte

### Niaqornat als Anlage
Niaqornat war schon vor der Kolonialzeit bewohnt. Später lebten nur noch zeitweise Menschen dort, um Fisch zu fangen. Von 1799 bis 1800 wurde ein Garnfangversuch in Niaqornat betrieben. Er lief gut und so wurden 1802 der Unterassistent und der Böttcher auf Illorsuit im Winter für den Garnfang in Niaqornat eingesetzt. 1804 wurde der Ort der Anlage in Nuussuaq untergeordnet. Während des Kriegs von 1807 bis 1814 wurden Nuussuaq und Niaqornat aufgegeben.
1823 wurde eine Anlage in Niaqornat gegründet. Es wurde ein Stockwerkhaus aus Uummannatsiaq nach Niaqornat versetzt und später eine Tranbrennerei errichtet. 1839 waren neben dem Assistenten ein Koch, ein Böttcher, und im Sommer zwei Matrosen in Niaqornat tätig.
Zusammen mit dem westlich gelegenen Wohnplatz Sammisoq lebten 1849 122 Menschen in Niaqornat. Niaqornat ist der Herkunftsort der grönländischen Familien Cortzen, Løvstrøm und Kruse.

### Niaqornat als Udsted
1870 wurde Niaqornat zum Udsted herabgestuft. Die Tranbrennerei blieb jedoch bis 1905 in Betrieb. Von 1886 bis 1891 wurden in Niaqornat meteorologische Messungen vorgenommen.
1915 lebten in Niaqornat 118 Grönländern und zwei Dänen. Die Grönländer lebten in 21 Wohnhäusern. Das Stockwerkhaus aus Uummannatsiaq diente als Wohnung des Udstedsverwalters. Es war 39 m² groß und hatte Flur, Küche, Wohnzimmer und Kammer. Das Proviantlager mit Laden war von 1839. Es war ein Fachwerkhaus genau so wie der Materialschuppen von 1852 und das Speckhaus von 1906 sowie ein weiteres älteres Speckhaus. Ein drittes altes Speckhaus war ein grönländisches Haus. Die Kirche wurde 1874 ebenfalls im grönländischen Baustil errichtet. 1903 wurde sie durch eine Kirchenglocke aus der alten Kirche von Uummannaq ergänzt. Außerdem gab es eine Schule von 1907, die 11 m² groß und ein Fachwerkhaus mit Steinfassade und einem Dach aus Dachpappe und Holzbrettern war. In Niaqornat arbeiteten 28 Jäger, vier Fischer, der Udstedsverwalter, ein Katechet und zwei Hebammen.
1924 wurde ein Packhaus gebaut. 1930 hatte Niaqornat 79 Einwohner. 1946/47 erhielt der Ort eine Schulkapelle. Das 1948 gebaute Fischhaus wurde kaum genutzt, da die 21 Fischer im Ort 1952 durchschnittlich nur 319 kg Fisch fingen. 1953 wurde eine private Hebammenwohnung errichtet. 1960 hatte Niaqornat 100 Einwohner. Im selben Jahr verlor Niaqornat den Udstedsstatus, überlebte aber die Ortsreform 1966, bei der der Wohnplatz zu einem Dorf wurde. 1962 entstanden eine Werkstatt und eine Telestation und kurz darauf wurde auch wieder Handel betrieben.
Niaqornat war ab 1911 eine eigene Gemeinde ohne zugehörigen Wohnplatz. Dem Gemeinderat gehörten drei Männer an. Die Gemeinde gehörte zum Kolonialdistrikt Uummannaq und war Teil des 8. Landesratswahlkreises Nordgrönlands. 1950 wurde Niaqornat in die Gemeinde Uummannaq eingegliedert. 2009 wurde Niaqornat Teil der neuen Qaasuitsup Kommunia und seit 2018 gehört der Ort zur Avannaata Kommunia.
Der britische Dokumentarfilm Grönland – Ein Dorf am Ende der Welt (Village at the End of the World) von Sarah Gavron aus dem Jahr 2012 zeigt das Leben in Niaqornat und begleitet dabei unter anderem Karl-Kristian Kruse und seine Familie.
Nach dem Bergrutsch und Tsunami im Karrat-Fjord 2017, bei dem Nuugaatsiaq und Illorsuit zerstört und aufgegeben wurden, ergab eine Risikountersuchung im Mai 2021, dass auch Niaqornat und große Teile von Qaarsut drohen, von einem rund 23 m hohen Tsunami getroffen zu werden. Die Regierung bat den Bewohnern daraufhin Unterstützung für einen Umzug an.

## Liste der Kolonialangestellten
Folgende Personen waren als Handelsassistenten Verwalter der Anlage.
- 1825–1826: Jens August Mørch
- 1826–1828: Johan Peter Petersen
- 1829–1830: Severin Michael Cortzen
- 1830–1839: Poul Nicolaj Egede
- 1840–1870: Severin Michael Cortzen

## Wirtschaft
Die Bewohner von Niaqornat leben von der Jagd, die mit Hundeschlitten und Jollen betrieben wird. Es werden unter anderem Robben, Walrosse, Wale, Eisbären, Dorsche, Schwarzer Heilbutt, Grönlandhaie, Rentiere, Schneehasen, Alpenschneehühner, Eiderenten und Möwen gejagt. Der Handelsposten in Niaqornat wurde 2011 von KNI geschlossen, sodass die Bewohner ihre Jagdbeute im 58 km entfernten Distrikthauptort Uummannaq veräußern müssten, jedoch wurde im selben Jahr noch eine private Handelsstation gegründet. Man ist um den Tourismus bemüht, sodass beispielsweise auf Wunsch Touren angeboten werden.

## Infrastruktur und Versorgung
Im Süden befindet sich ein Kai, von dem aus die Boote abgefahren werden. Der Heliport Niaqornat östlich des Sees verbindet den Ort auch im Winter mit der Außenwelt. Ansonsten werden für den Verkehr in der straßenlosen Siedlung Hundeschlitten und Schneemobile genutzt.
Für die Versorgung des Ortes ist Nukissiorfiit zuständig. Strom wird über ein Kraftwerk gewonnen. Das Trinkwasser wird aus einem Bergsee genommen und im Ort gelagert. Müll wird im Ort gelagert und verbrannt und Abwasser ins Meer geleitet. TELE Greenland versorgt den Ort mit telekommunikativer Anbindung.

## Bebauung
In Niaqornat befindet sich seit 2007 eine Außenstelle des nationalen Naturinstituts Pinngortitaleriffik, die sich hier zum Beispiel mit Narwalen, Belugas und Eisbären auseinandersetzen. Es gibt ein Servicegebäude, das beispielsweise Duschen und eine Wäscherei beherbergt, und eine Kirche. Die Schule Neriunnerup Atuarfia mit ihren etwa acht Schülern, die nach der achten Klasse auf eine weiterführende Schule nach Uummannaq wechseln müssen, beherbergt eine Bücherei und stellt Freizeitmöglichkeiten zur Verfügung. Weitere Arbeitsmöglichkeiten bieten sich in der 2012 errichteten Pilersuisoq-Filiale und in der Krankenstation. Fünf Gebäude in Niaqornat stehen unter Schutz. Zudem gibt es ein Fußballfeld im Süden auf einem Berg, wo es auch gute Möglichkeiten für Wintersport gibt.

## Sport
Der Fußballverein Kalâleĸ Niaqornat nahm 1959/60 an der Grönländischen Fußballmeisterschaft teil.

## Söhne und Töchter
- Isak Zeeb (1863–1932), Landesrat
- Jonas Cortzen (1874–?), Landesrat
- Tobias Kruse (1898–?), Landesrat
- Hans Hansen (1890–?), Katechet und Landesrat
- Edvard Kruse (1900–1968), Landesrat, Katechet, Dichter, Künstler und Journalist
- Mikael Petersen (* 1956), Politiker (Siumut)

## Bevölkerungsentwicklung
Die Einwohnerzahl von Niaqornat war lange Zeit konstant, hat sich in den letzten 20 Jahren allerdings mehr als halbiert.

## Panorama

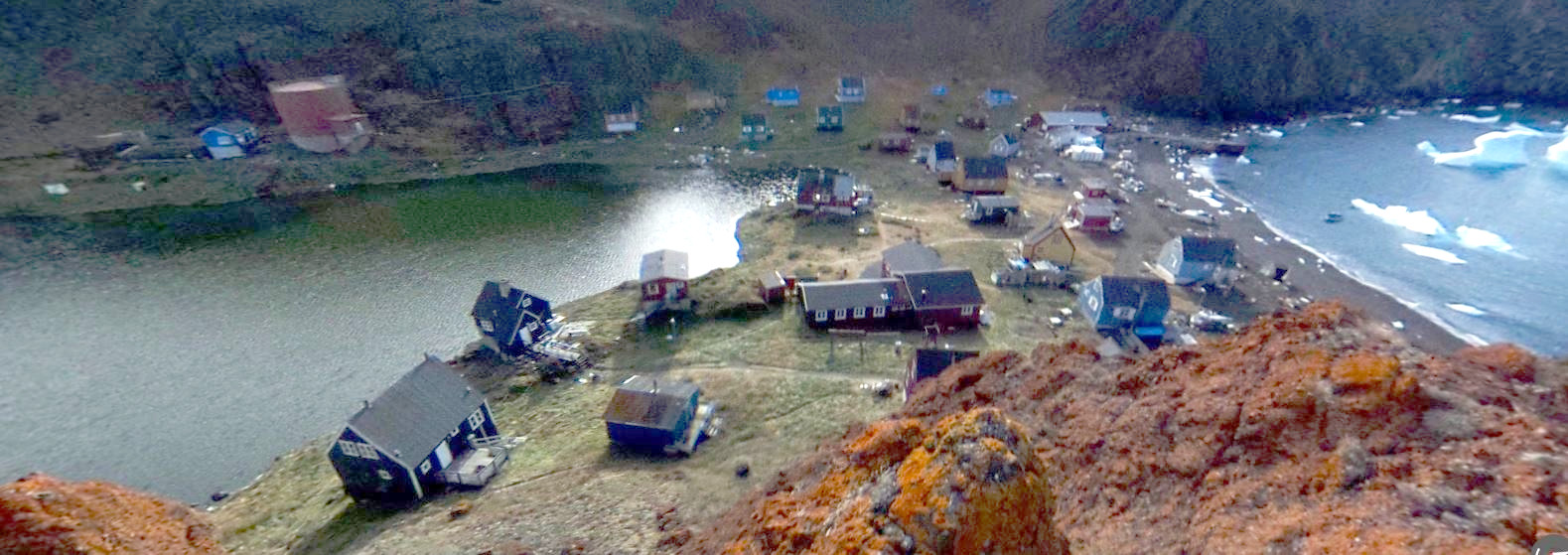
Niaqornat (2017)